# Щерба, Владимир Яковлевич
Владимир Яковлевич Щерба (1961—2017) — белорусский учёный в области горного машиностроения и разработки калийных месторождений, доктор технических наук, лауреат Государственной премии Республики Беларусь (2001).

## Биография
Родился 3 июня 1961 г. в д. Кулаки Солигорского района Минской области.
Окончил Белорусский институт механизации сельского хозяйства (1983) и Московский горный институт (сегодня — Горный институт НИТУ «МИСиС») в 2000 году.
В 1983—1999 начальник отдела материально-технического снабжения и сбыта, заместитель директора по коммерческим вопросам Солигорского завода технологического оборудования; директор, технический директор Института проблем ресурсосбережения.
С 1999 г. директор ЗАО «Солигорский институт проблем ресурсосбережения».
В 1997 г. защитил кандидатскую диссертацию. С 2007 г. — доктор технических наук, тема диссертации «Разработка эффективных способов и технических средств борьбы с газодинамическими явлениями в калийных рудниках».
С 2005 года доцент, затем профессор кафедры технологии конструкционных материалов Полоцкого государственного университета.
Умер 4 октября 2017 г.

## Награды
Лауреат Государственной премии Республики Беларусь в области науки и техники (2001). Награждён медалью «За трудовые заслуги» (2011).